# 한결초등학교
한결초등학교는 대한민국 세종특별자치시에 있는 공립 초등학교이다.

## 연혁
- 2018년 2월 25일 : 한결초등학교 준공식
- 2018년 3월 1일 : 개교
- 2018년 9월 1일 : 조봉천 교장 취임
- 2019년 1월 7일 : 제1회 졸업장 수여식(78명)
- 2019년 3월 1일 : 38학급 편성